# 사우디아
사우디아(영어: Saudia, 아랍어: السعودية)는 사우디아라비아의 국책항공사이자, 국영항공사이다. 허브 공항은 킹 칼리드 국제공항, 킹 압둘아지즈 국제공항, 킹 파드 국제공항, 프린스 모하메드 빈 압둘아지즈 국제공항이 있으며, 이슬람교의 특성상 메카 순례인 하즈의 수요가 많기 때문에 국내선에도 광동체기를 많이 운용하는 편이다. 본사는 메카 근처인 지다에 있다.

## 역사
1945년 미국의 프랭클린 D. 루즈벨트 대통령이 이븐 사우드 사우디아라비아 국왕에게 더글러스 DC-3 비행기를 선물한 것이 계기가 되어 사우디아라비아 최초의 항공사로 정부에 의해서 1946년 지다의 칸다라 공항을 중심으로 사우디아라비아 항공(영어: Saudi Arabian Airlines, 아랍어: الخطوط الجوية العربية السعودية)을 설립했다. 처음에 하즈 기간 동안에 팔레스타인의 리다(현재의 이스라엘 로드)부터 지다까지 순례자들을 운송하는 운항을 하였다. 1947년 이후 카이로를 시작으로 중동의 주변 국가들과의 국제선 운항을 하였다.
1948년에 다마스쿠스와 베이루트에 정기 노선을 시작으로 1949년부터 여객과 화물 노선을 모두 운항하기 시작하였다. 1950년대에 지속적인 꾸준한 성장과 동시에 이스탄불, 카라치, 암만, 쿠웨이트, 아스마라, 포트수단에 정기 노선을 취항하게 되었다. 1959년에 지다에 항공기 수리와 유지 보수 자체 센터를 설립되면서 리야드와 제다에 집중적으로 취항하게 되었다.
1962년에 사이프러스 항공으로부터 2대의 보잉 720 항공기를 인수하면서 중동에서 2번째로 큰 항공사로 성장하게 되었다. 1965년에 정기 항로를 추가로 개설하게 되었다. 1970년에 항공사가 자사 공식 명칭을 변경한 자사의 로고, 디자인, 색상을 변경했고 1972년에 다시 사명을 변경하게 되었다. 같은 해 보잉 737과 포커 28 항공기를 새로 도입하게 되었다.
1978년에 대한 정기 국제선 노선이 추가로 개설되면서 로마, 파리, 무스카트, 스톡홀름 노선 취항에 이어 1979년에 뉴욕 정기 노선을 추가로 취항했다. 1980년대에 들어서면서 확장 정책으로 아시아, 유럽, 북아메리카에 정기 노선을 추가로 취항하게 되었고 항공기가 추가로 도입하게 되면서 보잉 747과 에어버스 A300을 도입했다. 1989년에 라르나카와 아디스아바바에 국제선 노선을 취항한 데 이어 1990년대에 올랜도, 첸나이, 아스마라, 워싱턴 D.C., 요하네스버그, 알렉산드리아, 밀라노 국제선이 개설되었고 보잉 777, MD-11, MD-90 항공기를 도입했다.
1996년에 현재의 도색으로 변경하였다. 2000년 항공사의 소유는 사우디아라비아 정부에서 사우디아라비아 국방부 장관과 술탄 이븐 압둘아지즈 알사우드 왕자의 소유로 사유화되었다. 2006년에 사우디아라비아 정부가 사업 부문을 나누어 민영화를 추진 하면서 2007년에 기업의 전략적 단위 전환을 승인했다. 2012년에 대한항공, 에어프랑스, 아에로멕시코, 델타 항공이 주도하는 세계적 항공 동맹인 스카이팀에 가입함과 동시에, 현재의 사명으로 변경했다.
대한민국에는 김포국제공항 시절인 1983년에 김포 - 리야드 - 제다 노선을 취항했다가 1990년에 단항했다. 인천국제공항의 개항 이후에도 여객편이 복항하지 않고 화물기만 운항해 오다가, 2022년 8월 16일에 인천 - 리야드 - 제다 여객편을 취항하며 대한민국에 복항했다. 2023년 3월 27일부터는 인천 - 리야드 노선과 인천 - 제다 노선으로 분리했다. 대한항공이 운수권을 반납해서 비게 된 대한민국 - 사우디아라비아 노선을 이어받았고, 대한항공과 코드셰어했다. 그러나 이용률 부진으로 2024년 6월 23일에 리야드 노선과 제다 노선을 모두 단항한다.

## 운항 노선
- 2012년 3월 사우디아는 다음과 같은 노선을 운항하고 있다.

### 코드셰어 협정
- 사우디아는 다음과 같이 코드셰어 협정을 하고 있다. 현재는 항공 동맹인 스카이팀에 소속되어 있으며[2] 현재 스카이팀 항공사와 제휴하고 있다.

|  | - 가루다 인도네시아 항공 (스카이팀) - 대한항공 (스카이팀) - 델타 항공 (스카이팀) - 로얄 에어 모로코 (원월드) - 말레이시아 항공 (원월드) - 버진 애틀랜틱 (스카이팀) - 에게 항공 (스타얼라이언스) - 에어 프랑스 (스카이팀) - 에티하드 항공 - 오만 항공 - 케냐 항공 (스카이팀) - 쿠웨이트 항공 |

## 보유 기종
- 2021년 3월 사우디아 항공은 다음과 같이 보유하고 있다.[9][10]
- 사우디아 항공의 대형 기종에는 자국의 종교적 특성 상, 기도실이 있다.

## 사건 및 사고
사우디아 항공은 설립 이래 수 차례의 사고를 경험하였다. 1996년에 일어난 차르키다드리 상공 공중 충돌은 사우디아 항공의 항공 사고 역사상 대참사를 입은 바 있다. 그 뒤에도 여러 준사고들 때문에 사우디아 항공은 안전성을 의심 받아왔다. 2010년, 독일 항공 사고 조사국인 JACDEC가 항공 안전 순위에서 위험한 항공사 중에서 TAM 항공, 중화항공, GOL 항공 다음으로 4위로 선정되는 등 불명예를 안았다.
- 1959년 9월 25일, 사우디아 항공 더글러스 DC-4/C-54A-5-DO 항공기가 지다에서 이륙하자마자 추락했다. 사고 원인은 조종사의 미숙으로 일어난 사고로 승무원 5명과 승객 67명은 다행히 무사했다.[19]

- 1970년 11월 10일, 더글러스 DC-3에서 비행기에 요르단의 수도 암만을 출발해 리야드로 향하던 더글러스 DC-3 항공기가 시리아에서 납치되어 다마스쿠스 국제공항에 착륙했다.[20]
- 1972년 7월 11일, 더글러스 C-47B 항공기가 (등록번호 : HZ-AAK) 타북 공항에서 사고로 복구가 불가능할 정도로 손상되었다.[21]
- 1980년 8월 19일, 카라치 ~ 리야드 ~ 지다를 잇는 사우디아 항공 163편 록히드 L-1011 트라이스타 항공기가 킹 칼리드 국제공항에서 완전 전소되어 승객과 승무원을 포함해 301명 전원 사망하였다.
- 1980년 12월 23일, 카라치 ~ 담맘을 잇는 사우디아 항공 162편 록히드 L-1011 트라이스타 항공기가 비행 도중 폭발 감압기가 폭발했다.[22]
- 1996년 11월 12일, 뉴델리 ~ 담맘을 잇는 사우디아 항공 763편 보잉 747-100B 항공기가 쉼켄트 ~ 뉴델리간 오가던 카자흐스탄 항공 소속 일류신 IL-76 항공기를 차르키다드리 상공에서 공중 충돌해 349명 전원이 사망하였다.
- 2001년 8월 23일, 말레이시아 쿠알라룸푸르 국제공항[23] 사우디아 항공 보잉 747-300 항공기가 (등록번호 : HZ-AIO)는 비행 도중 보드를 덮치면서 6명의 승무원이 부상을 입었다.
- 2005년 9월 8일, 콜롬보 ~ 지다를 향하던 보잉 747 항공기가 폭탄이 있다는 장난전화로 인해 회항하는 일이 벌어졌다.[24]
- 2008년 5월 25일, 메디나 ~ 지아로 향하던 사우디아 항공 806편 항공기가 보잉 747-300 항공기가 오른쪽 날개와 세 번째 엔진의 화재로 운항이 중단되었다.[25][26][25]
- 2009년 5월 8일, 지다에서 승무원 8명과 화물을 싣고 리야드에 도착한 사우디아 항공 9061편 맥도넬더글러스 MD-90 항공기가 충분히 감속하지 않은 채 유도로로 빠져나오던 도중 왼쪽 메인기어가 부러지면서 동시에 항공기가 좌측으로 기울어 지상과 부딪혔다. 승무원은 앞쪽 비상구에서 슬라이드를 통해 탈출하였으며, 다행히 사상자는 없었으나 사고기의 왼쪽 주익이 심각하게 파손되었다.
- 2010년 1월 21일, 사우디아 카고 맥도넬더글러스 MD-11F 항공기가 몰타 국제공항에서 유도로에 갇친 사고가 있었으나 다행히도 사망자는 보고되지 않았다.[27]

## 사진

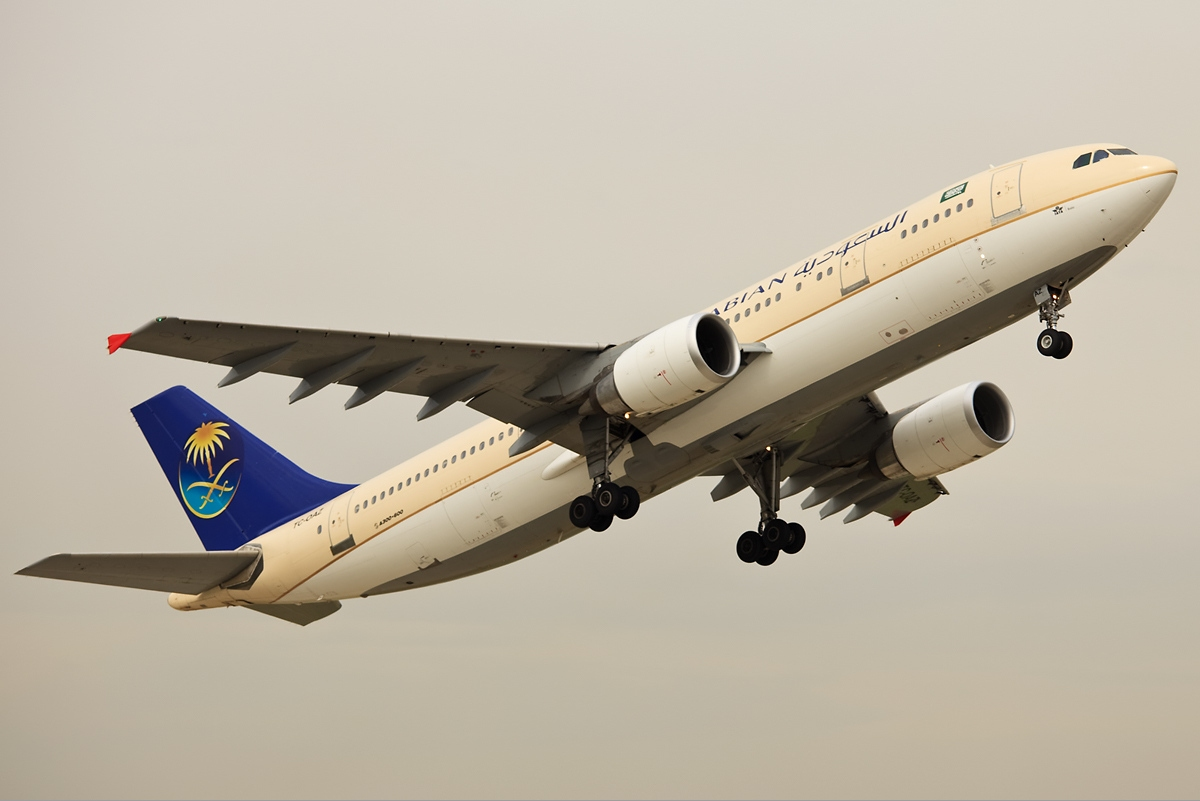
사우디아 항공의 에어버스 A300-600R (퇴역)
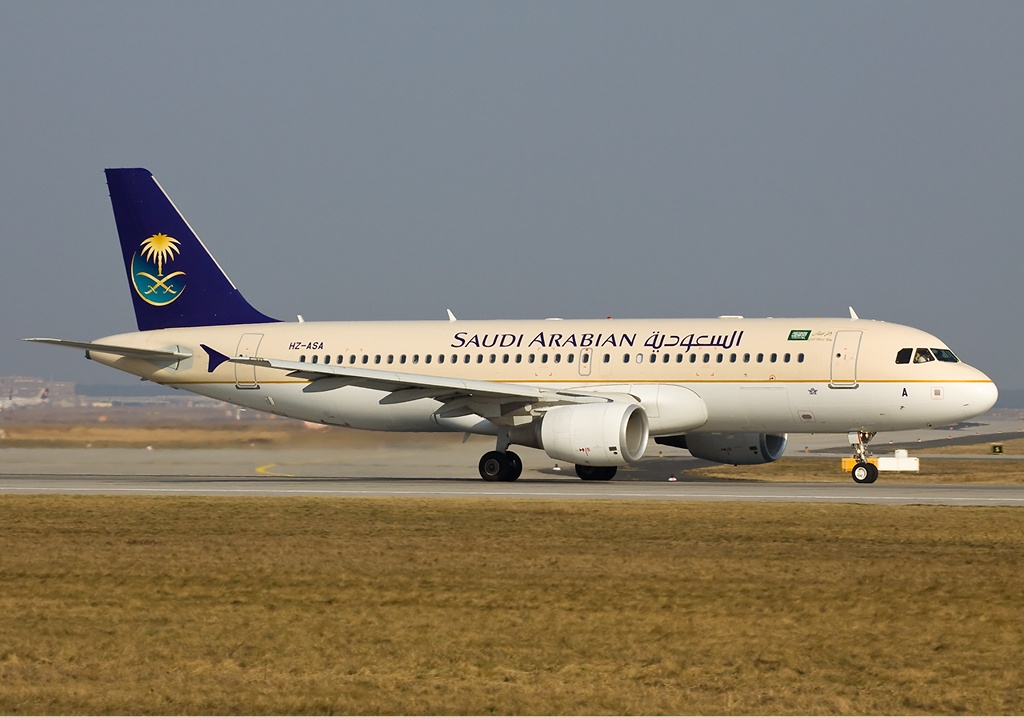
사우디아 항공의 에어버스 A320-200(퇴역)
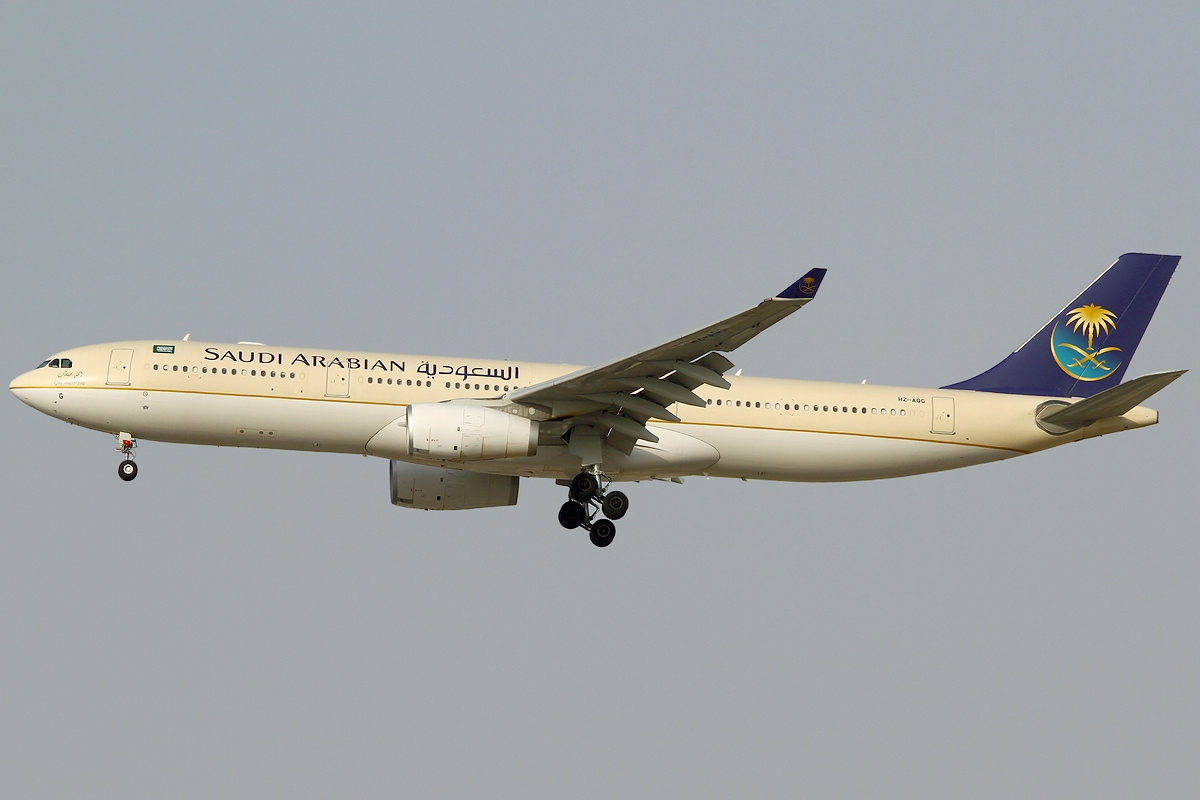
사우디아 항공의 에어버스 A330-300
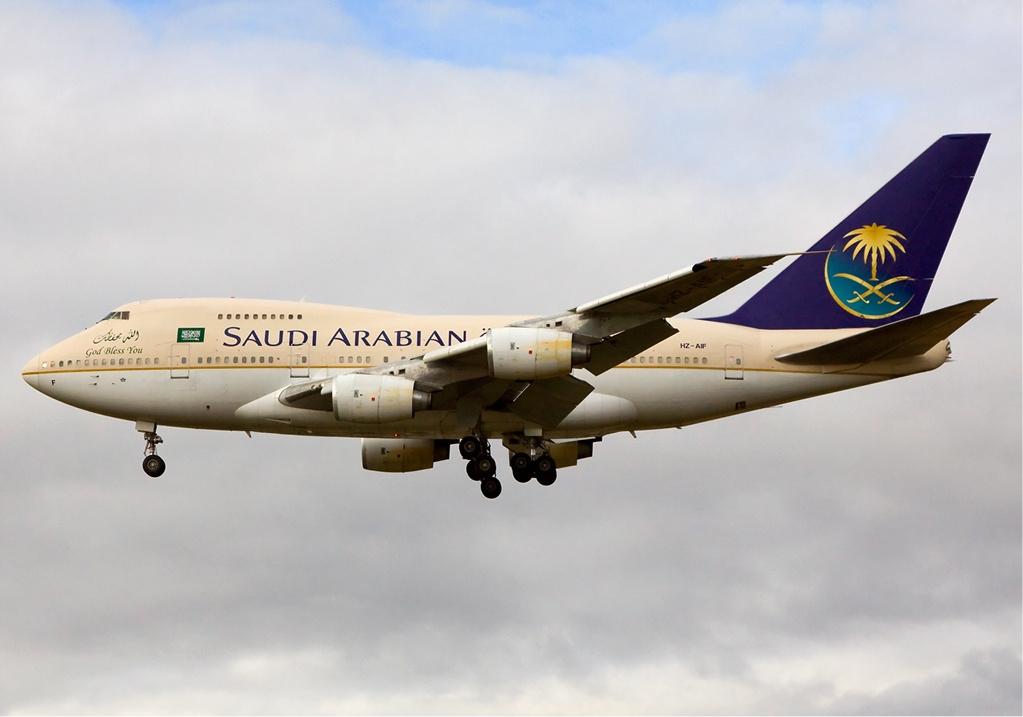
사우디아 항공의 보잉 747SP (퇴역)
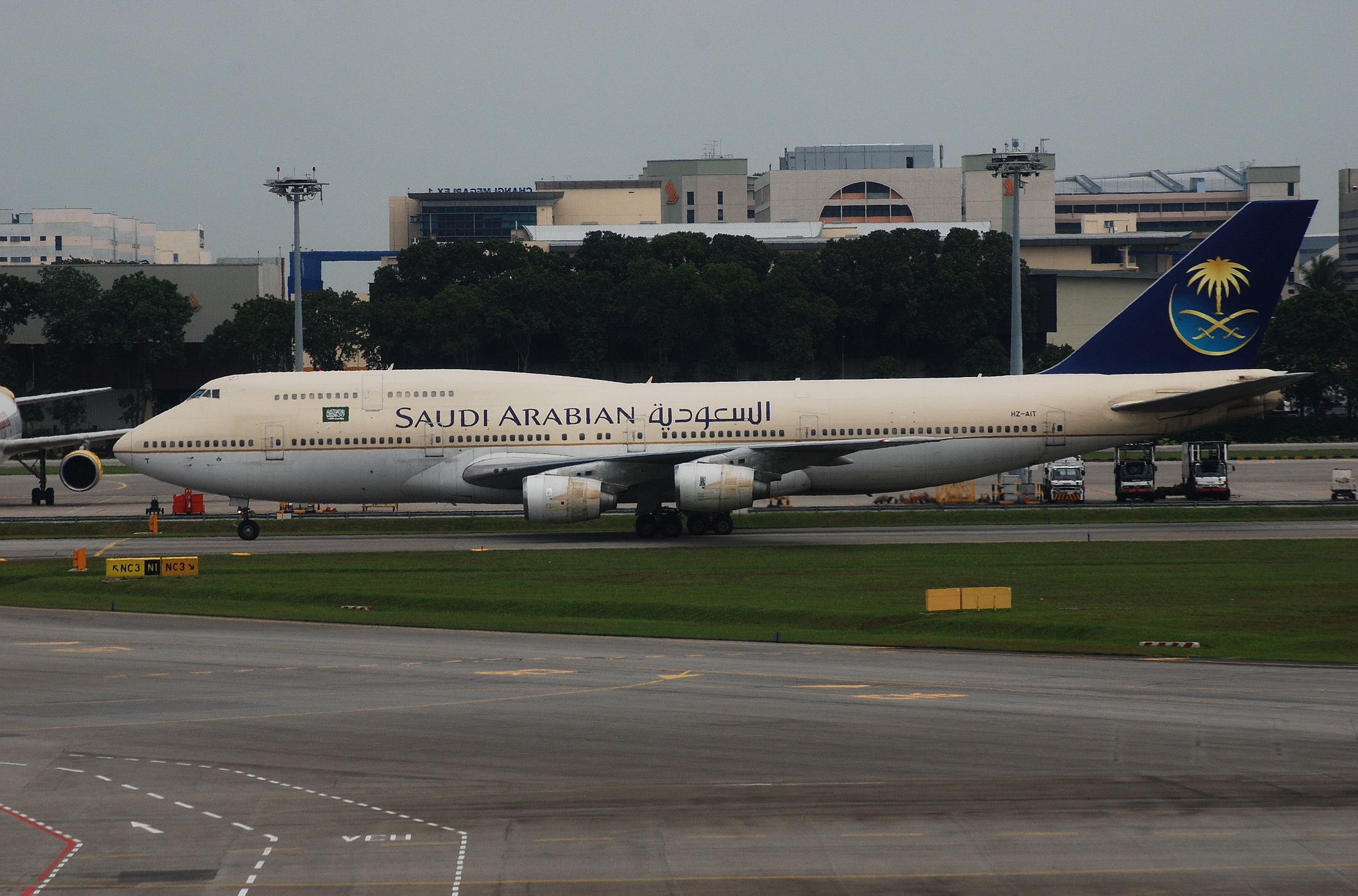
사우디아 항공의 보잉 747-300 (퇴역)
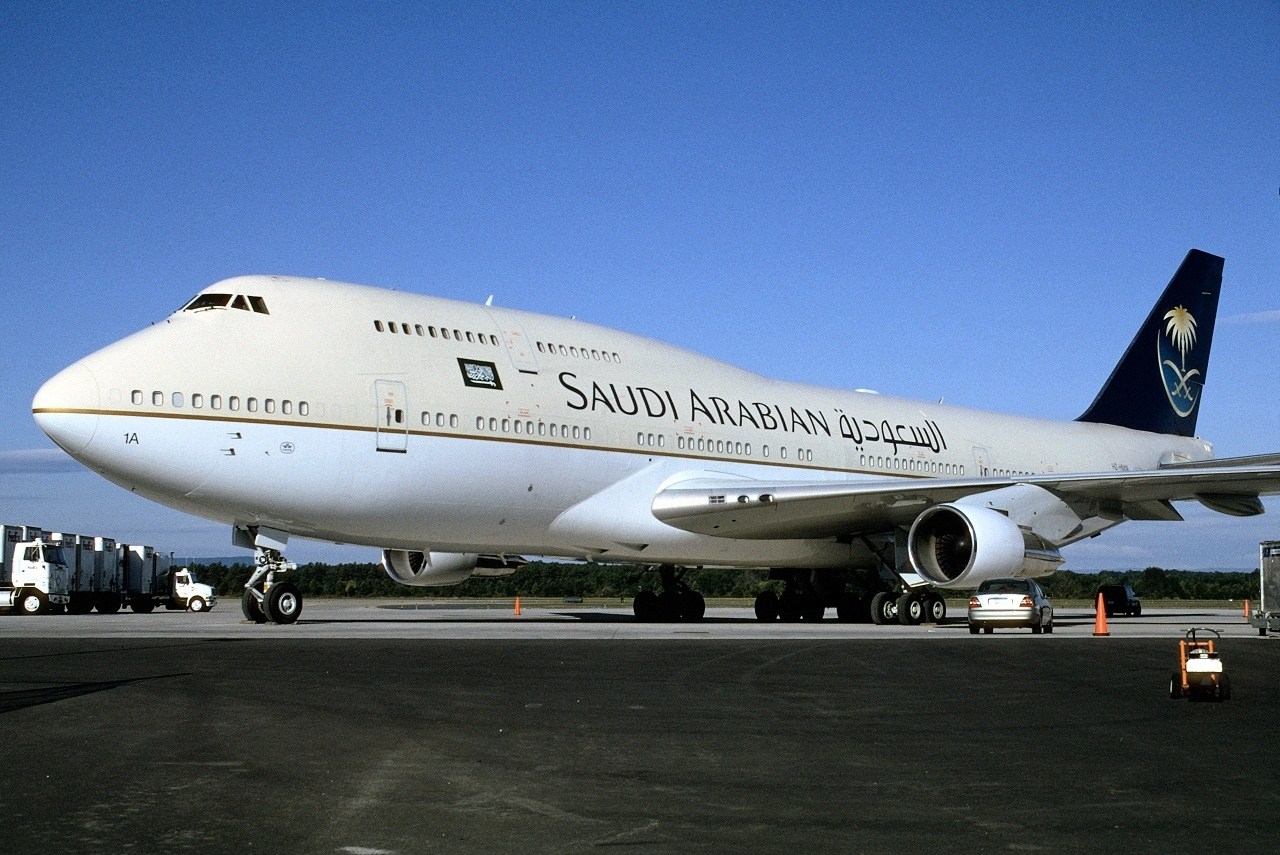
사우디아 항공의 보잉 747-300M (퇴역)
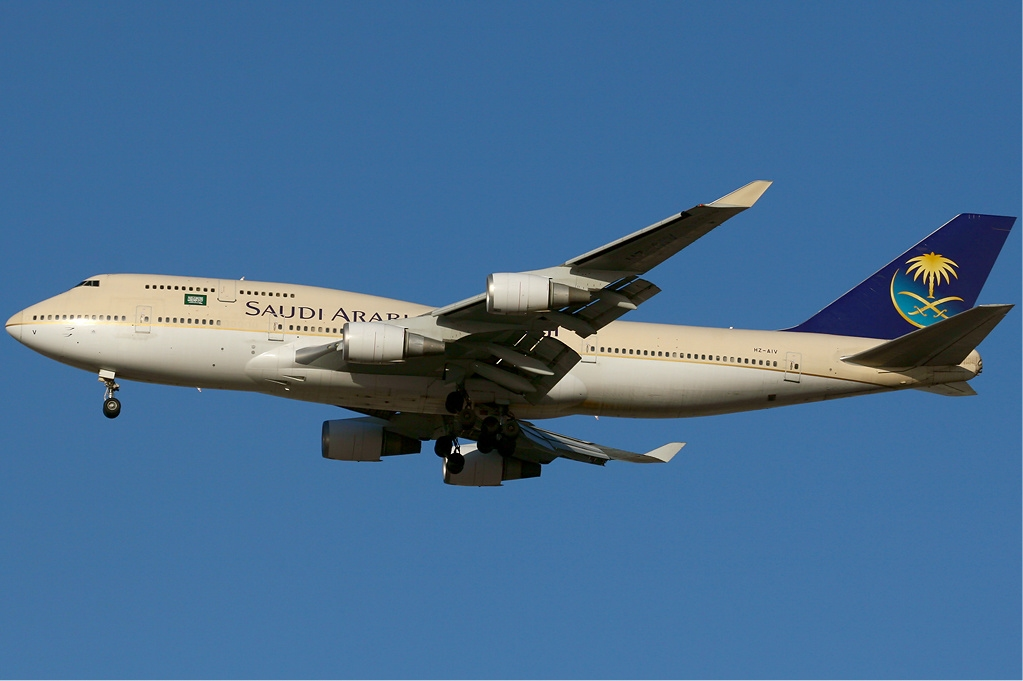
사우디아 항공의 보잉 747-400 (퇴역)
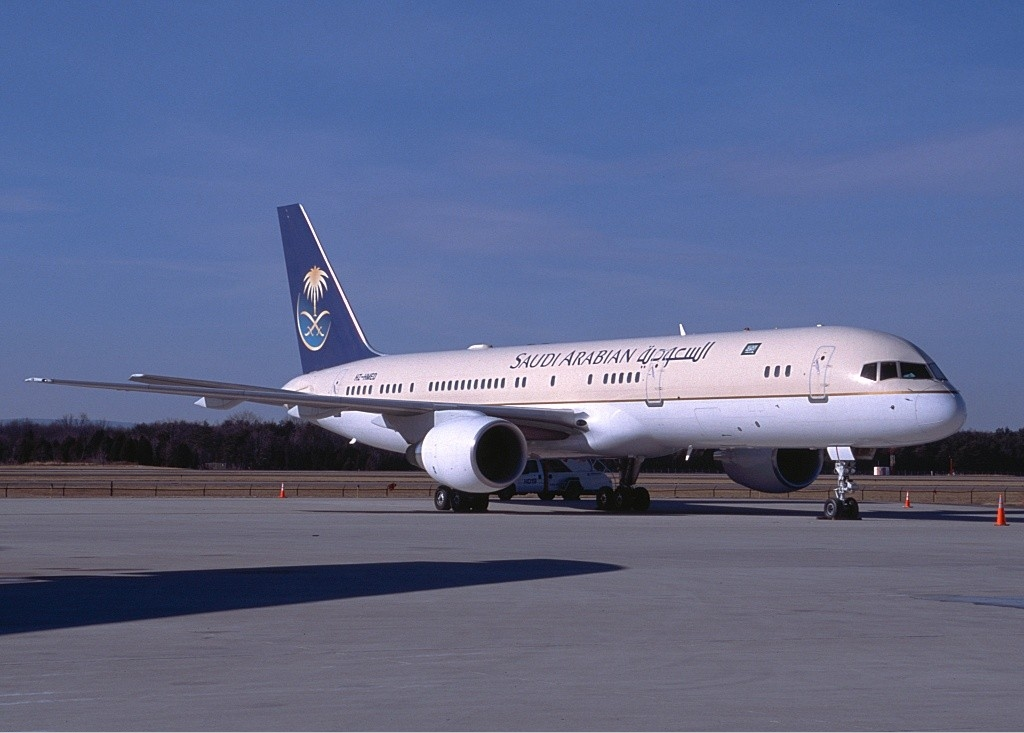
사우디아 항공의 보잉 757-200 (퇴역)
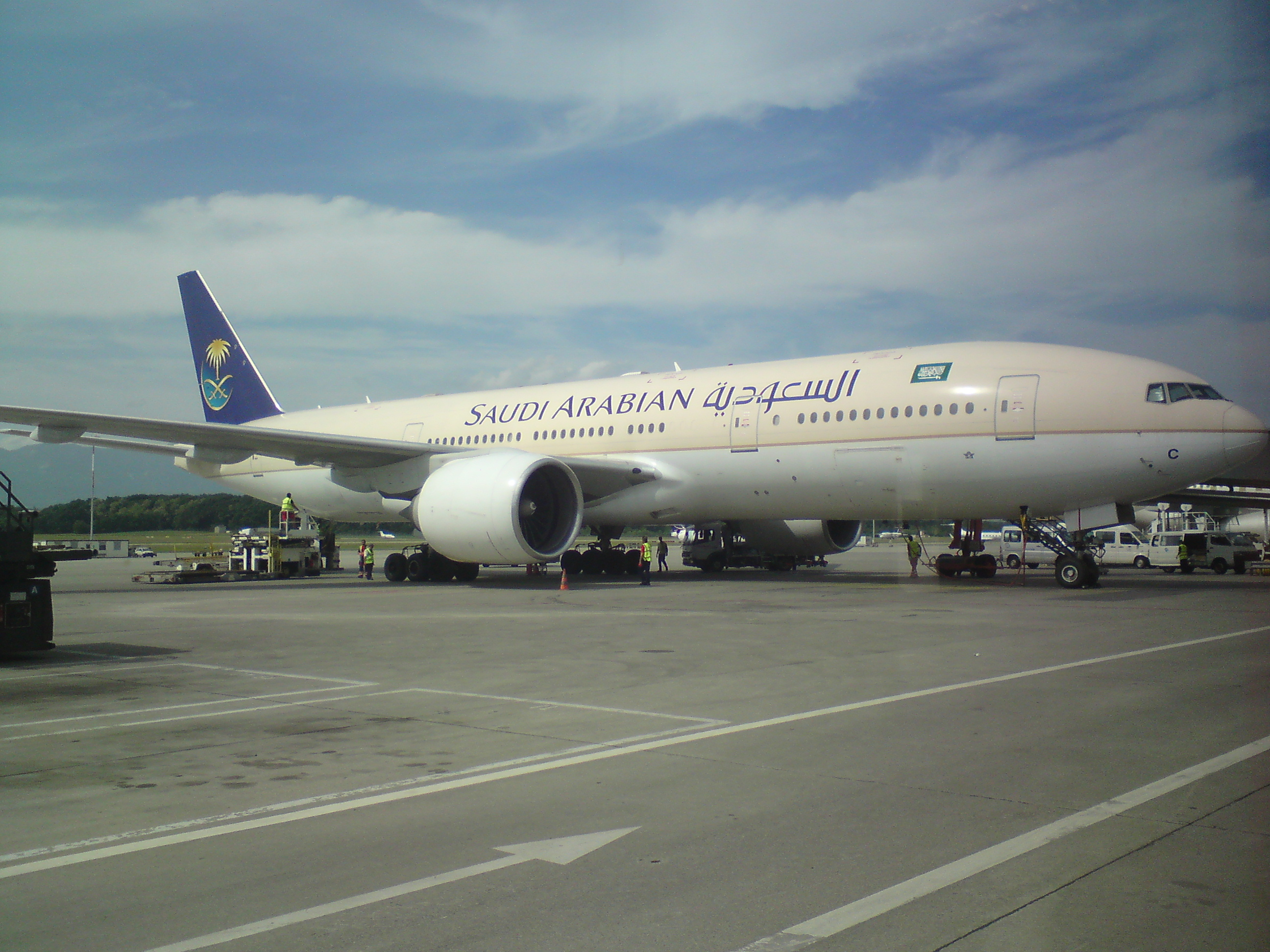
사우디아 항공의 보잉 777-200ER (퇴역)
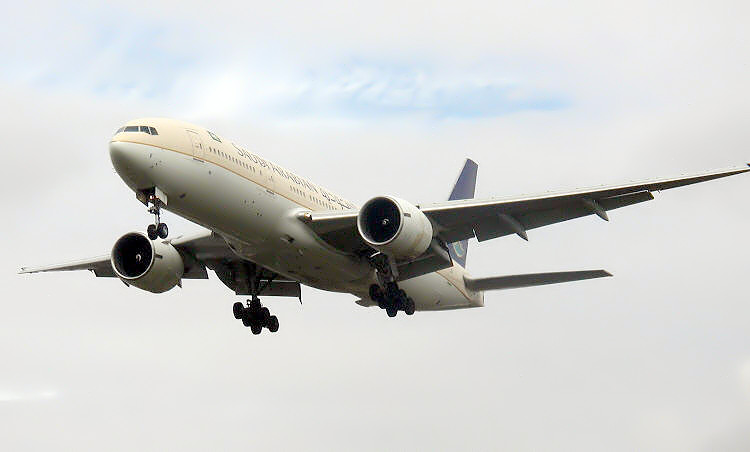
사우디아 항공의 보잉 777-200ER (퇴역)
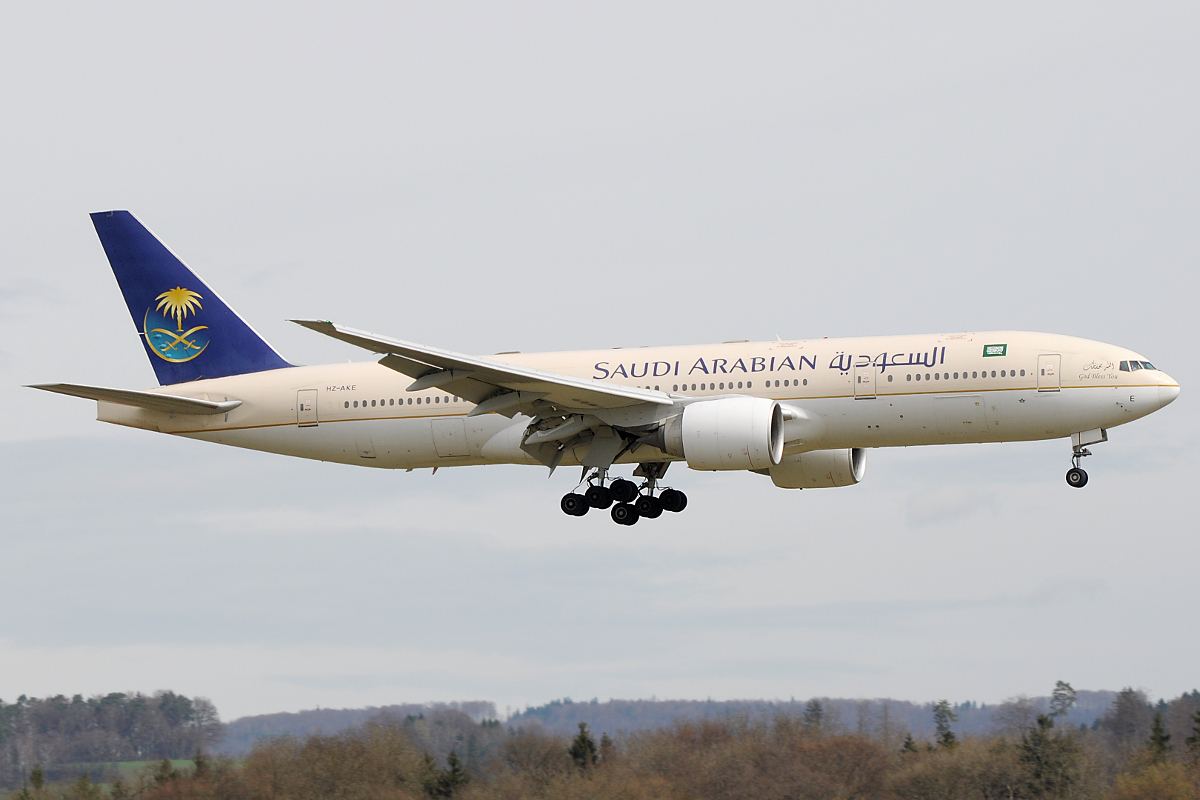
사우디아 항공의 보잉 777-200ER (퇴역)
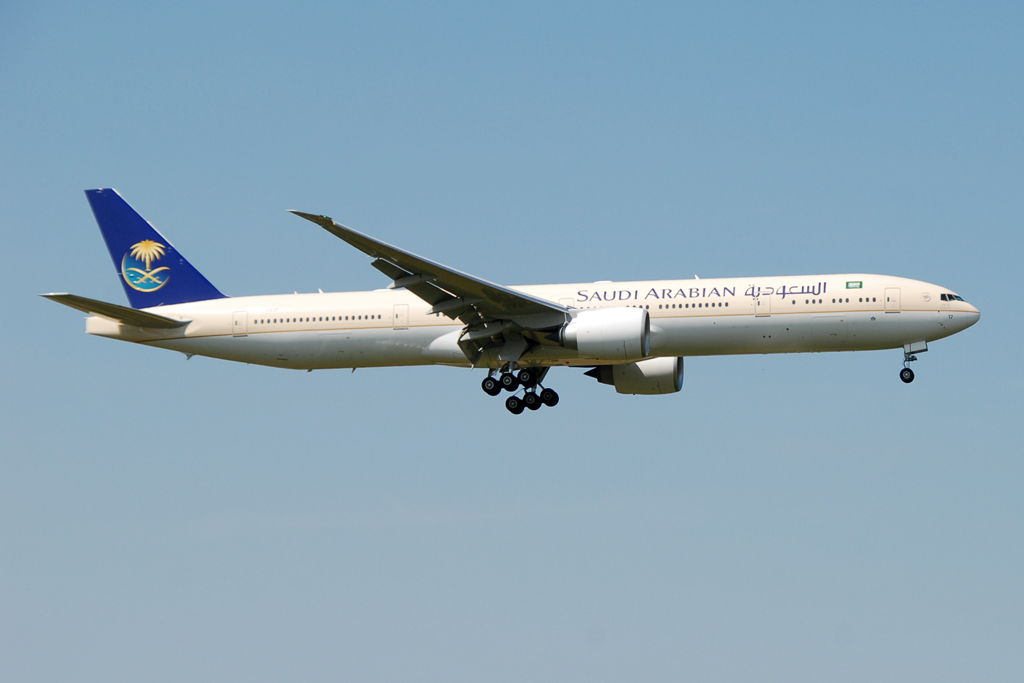
사우디아 항공의 보잉 777-300ER
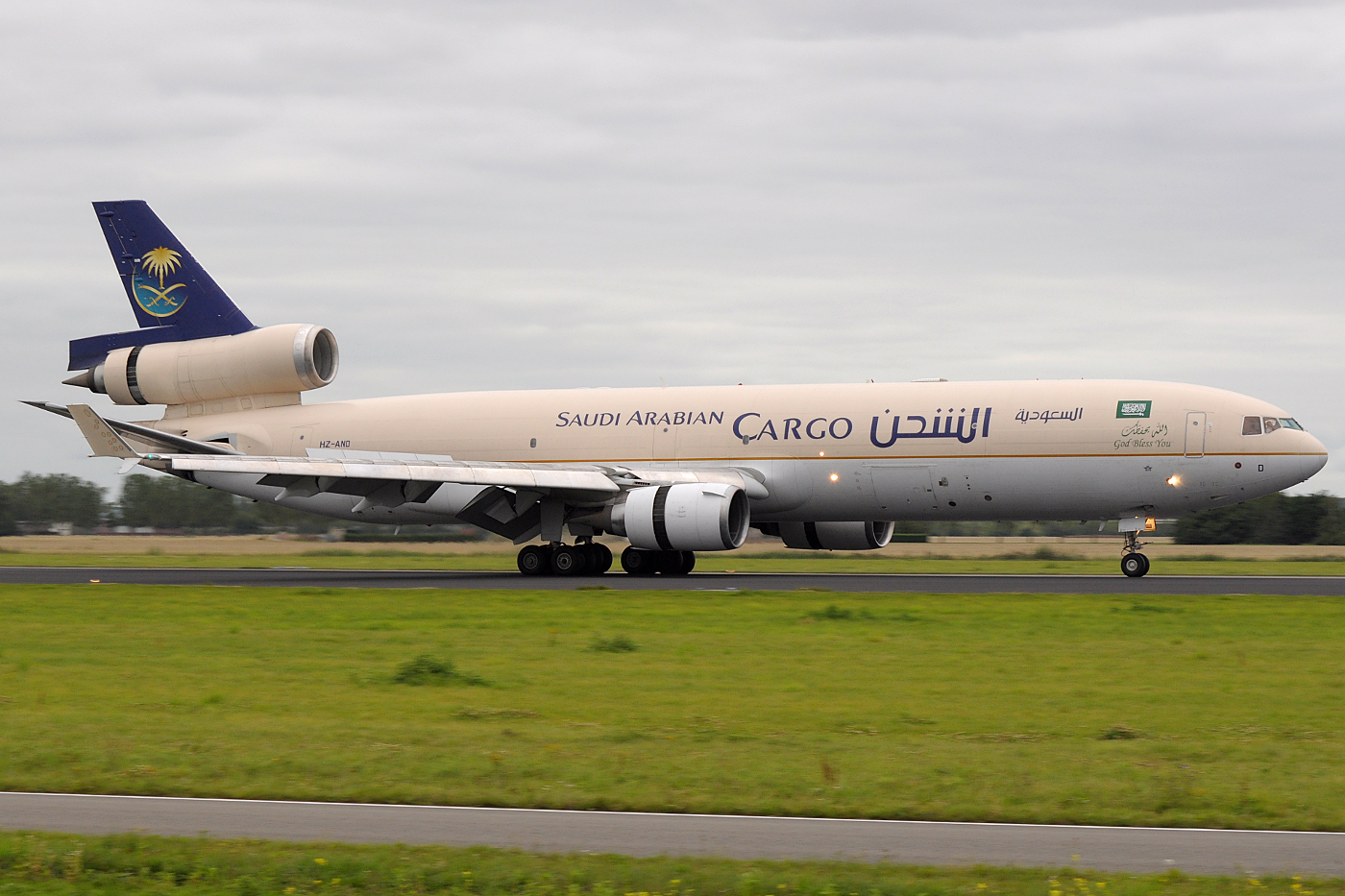
사우디아 항공의 맥도넬더글러스 MD-11F (퇴역)
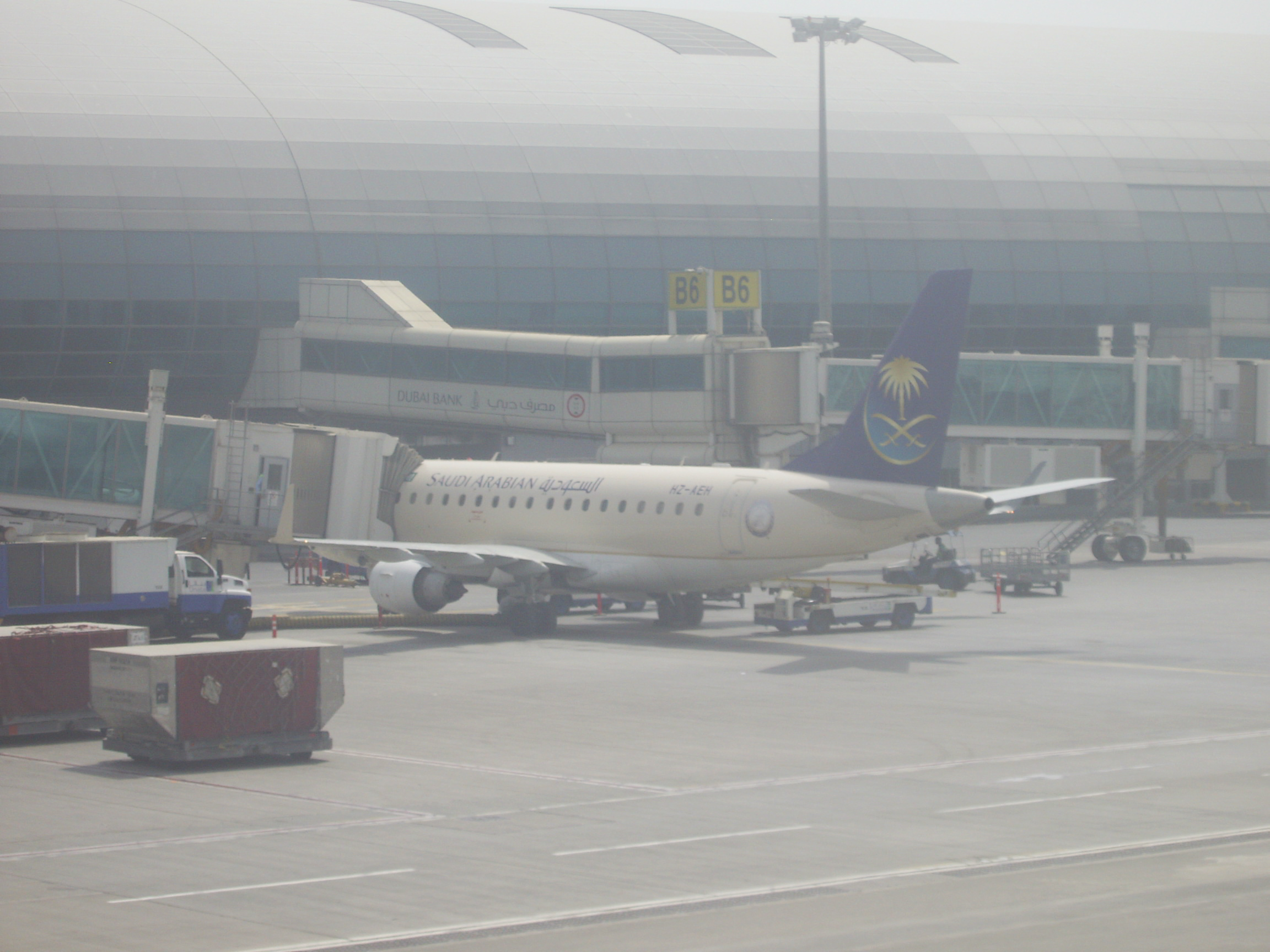
사우디아 항공의 엠브라에르 E-170
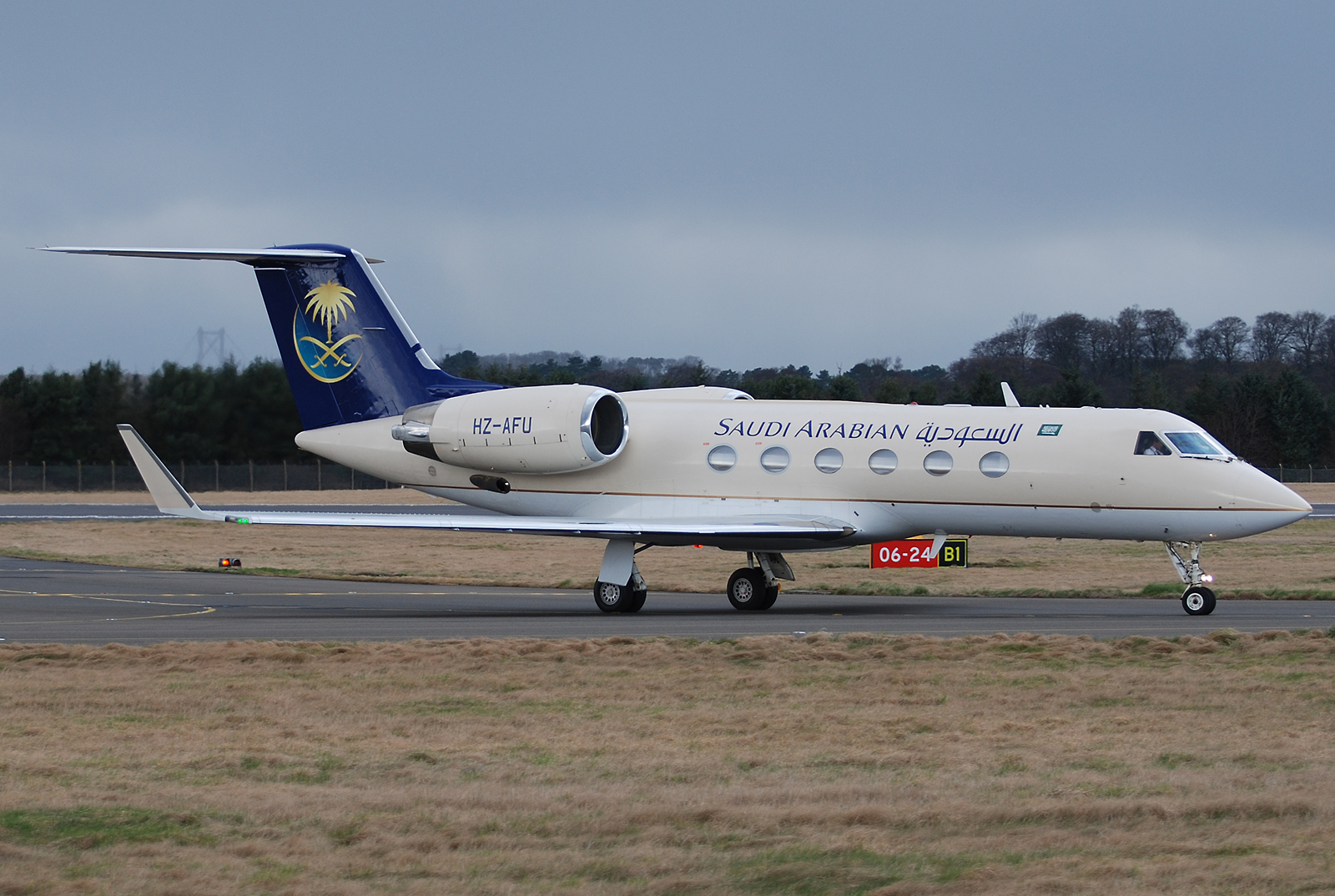
사우디아 항공의 걸프스트림 IV

## 같이 보기
- 사우디아라비아 비전 2030